# Lincolnsiedlung (Darmstadt)
Die Lincoln-Siedlung in Darmstadt ist ein am südlichen Stadtrand gelegenes Quartier und gehört zu dem Stadtteil Bessungen. In der Vergangenheit wurde das Gebiet von der  US-Army genutzt. Mit dem Abzug der US-Streitkräfte im Jahr 2008 verwaiste die Siedlung. Im Jahr 2014 hat die Konversion begonnen und dauert weiter an. Zum Teil wird auf dem Gebiet neu gebaut. Andere Teile sind erhalten geblieben und wurden saniert. Es entsteht ein modernes urbanes und verkehrsberuhigtes Quartier mit Platz für 5000 Menschen.

## Geschichte
1954 wurde mit dem Bau der „Lincoln Family Housing“ begonnen. Es entstanden Wohngebäude und soziale Einrichtungen für US-Soldaten und ihre Angehörigen durch 33 Gebäudezeilen mit 588 Wohnungen, Schulen, Turnhallen und Kindergärten.
Mit dem Abzug der amerikanischen Streitkräfte ab 2008 leitete die Wissenschaftsstadt Darmstadt in einem breit angelegten Planungs- und Beteiligungsprozess die Entwicklung der freiwerdenden Fläche ein. Durch die innerstädtische Lage mit der vorhandenen Infrastruktur ergibt sich ein hohes Potenzial für eine Wohnraumentwicklung auf dem Areal der Lincoln-Siedlung.
2014 wurde nach Verhandlungen mit der Bundesanstalt für Immobilienaufgaben (BImA) die Lincoln-Siedlung wiederbelebt. Die BVD New Living GmbH & Co. KG, eine 100-prozentige Tochter der Bauverein AG, nahm die kommunale Erstzugriffsoption der Stadt wahr und erwarb das Quartier von der BImA. Nach der Vertragsunterzeichnung am 29. Juli 2014 konnte die Konversion beginnen.

## Planungskonzept
Das Konzept der Lincoln-Siedlung soll für mehr Aufenthalts- und Lebensqualität sorgen. Dazu gehören die nahegelegenen Straßenbahnhaltestellen (weniger als 500 m Fußweg zu allen Wohneinheiten) sowie ein geplanter Quartierspark.
Im Jahr 2014 sind Bestandsgebäude von 1954 am nördlichen Ende der Siedlung teilrenoviert worden und in Wohnungen für Studierende umgewandelt worden.
Insgesamt gibt es 8 Baufelder. Drei Baufelder enthalten teilrenovierte Bestandsgebäude. Auf den restlichen Baufeldern entstehen Neubauten, sozial geförderte Miet- und Eigentumswohnungen. Die Siedlung kann teilweise durch ein eigenes Heizkraftwerk mit Wärme versorgt werden.
Um den „Verzicht“ auf das Auto so einfach wie möglich zu gestalten, wurde ein Mobilitätskonzept entwickelt. Für die multimodale und nachhaltige Mobilität gewann die Siedlung den Deutschen Verkehrsplanungspreis 2018.
Folgende Maßnahmen wurden geplant, um einen Umstieg zu erleichtern:
- Die Radverkehrsanlagen entlang der Heidelberger Straße werden ausgebaut,
- sichere Übergänge an der Karlsruher Straße sind vorgesehen,
- neue Straßenbahnhaltestelle „Lincoln-Siedlung“ am Quartiersplatz mit den Linien 1, 7 und 8 (sowie seit 2023 die schnelle 6 an Haltestelle „Marienhöhe“)
- Straßen innerhalb des Viertels sind als Tempo-30-Zone oder verkehrsberuhigter Bereich ausgebaut,
- E-Car-Sharing-Angebote werden kostenpflichtig zur Verfügung gestellt,
- Schaffung von Ladeinfrastruktur für Elektrofahrzeuge

## Mobilitätskonzept
Die Konversion der Lincoln-Siedlung in ein urbanes Wohnquartier ermöglicht die zeitnahe Schaffung dringend benötigten Wohnraums in Darmstadt. Die Schaffung von Wohnraum führt jedoch auch zu einem steigenden Verkehrsaufkommen, sowohl im fließenden als auch im ruhenden motorisierten Individualverkehr. Erklärtes Ziel der Gebietsentwicklung ist es daher, ein zwischen Siedlungs- und Mobilitätsentwicklung abgestimmtes Konzept zu entwickeln, bei dem das Verkehrsgeschehen im Quartier nachhaltig gestaltet, die Unabhängigkeit vom eigenen Auto gefördert und die Idee der Stadt der kurzen Wege umgesetzt wird. Das Büro StetePlanung wurde vom Stadtplanungsamt Darmstadt im Zuge der Rahmenplanung zur Entwicklung der Lincoln-Siedlung mit der Konzeptentwicklung beauftragt. Die Grundlagen für die Lincoln-Siedlung als Modellquartier für auto- bzw. verkehrsreduziertes Wohnen mit den Schwerpunkten Mobilitätsmanagement, Stellplatzorganisation, flächendeckendes Carsharing und Elektromobilität sind durch den gezielten Einsatz verschiedener planerischer und verkehrsrechtlicher Instrumente wie Einschränkungssatzung, mittlerweile geschaffen.

### Wesentliche Bausteine

#### Infrastruktur
- Flächensparsame und verkehrsberuhigte Erschließung für Kfz-Verkehr bei gleichzeitig dichtem Netz für den Fuß- und Radverkehr
- Bau einer neuen Straßenbahnhaltestelle in Höhe des Quartiersplatzes, bereits zu Beginn der Quartiersbesiedlung (2017)[9]
- Förderung des Radverkehrs als Mobilitätsalternative durch ein erhöhtes Angebot von Fahrradabstellanlagen (2,4 Stellplätze/Wohneinheit) in qualitätsvoller Ausführung
- Schaffung von Ladeinfrastruktur für Elektrofahrzeuge

#### Stellplatzmanagement
- Reduzierter Stellplatzschlüssel und Stellplatzvergabemanagement sowie Bewirtschaftung aller öffentlichen Stellplätze im Quartier

#### Mobilitätsmanagement
- Der Betreiber des zentralen Mobilitätsmanagements in der Lincoln-Siedlung, verortet in der Mobilitätszentrale, ermöglicht der Bewohner- und Bauherrenschaft der Lincoln-Siedlung eine niedrigschwellige Zugangsmöglichkeit zu ergänzenden Mobilitätsangeboten, eine individuelle Mobilitätsberatung und initiiert akteursgetragene Mobilitätsprojekte bereits zu Siedlungsbeginn.

#### Finanzierung
- Dauerhafte Finanzierung des Mobilitätsmanagements aus dem städtebaulichen Projekt heraus zur Sicherstellung dessen Nachhaltigkeit. Sie erfolgt zum einen über einen Anteil der Stellplatzeinnahmen und zum andern über die Einnahmen aus den Mobilitätsangeboten. In den ersten drei Jahren bis zur Fertigstellung der ersten Sammelgaragen werden die Kosten über eine Anschubfinanzierung getragen.

#### Beteiligung
- Das Mobilitätsmanagement trägt dafür Sorge, dass die Bewohnerschaft durch verschiedene Beteiligungsformate in den Entwicklungsprozess des Mobilitätskonzeptes eingebunden werden.

## Quartiermanagement
Die Entstehung der Lincoln-Siedlung wird seit 2016 durch ein Quartiermanagement begleitet. Die Quartierwerkstatt Lincoln ist in der Trägerschaft der Regionalen Diakonie Darmstadt-Dieburg. Sie wird gefördert durch die Wissenschaftsstadt Darmstadt und das Hessische Ministerium für Soziales und Integration.
Aufgabe des Quartiermanagements ist es die Bewohner und die Lincoln-Siedlung als komplett neu entstehendes Quartier zu begleiten und Aktivitäten zum nachbarschaftlichen Miteinander zu unterstützen. Ein wichtiges Anliegen des Quartiermanagements ist die Beteiligung der Bewohner an unterschiedlichen Vorhaben und Projekten. Auch die Zusammenarbeit aller hauptamtlich aktiven Einrichtungen und Institutionen ist ein wichtiger Faktor in einem Wohngebiet.
Das Quartiermanagement bietet ganz praktisch Hilfe bei Problemen mit Ämtern, Behörden, Vermietern und anderen sozialen Angelegenheiten. Es unterstützt Vereine und Gruppen bei ihrer eigenen Entwicklung und Professionalisierung. Es organisiert Treffen und Bildungsangebote, begleitet Arbeitsgruppen im Viertel, organisiert die Beteiligung zur Stadtteilentwicklung von Bewohnerinnen und Bewohnern, unterstützt Vernetzung und Kooperation zwischen Bewohnern, Institutionen und Einrichtungen, unterstützt bei der Entwicklung von Projekten und der Suche nach Finanzierungsmöglichkeiten und vieles mehr.
Das Quartiermanagement ist in der Quartierwerkstatt/Bürgersaal in der Mahalia-Jackson-Straße 1c zu finden.

## Lincoln Wall
Am westlichen Rand der Siedlung befindet sich die Lincoln Wall, die sich über eine Länge von 600 Metern durch die gesamte Lincoln-Siedlung zieht. Die Graffitiwand soll Jugendliche zum kreativen Besprühen einladen. Jedes Jahr wird an der Lincoln Wall die sogenannte Lincoln Wall Jam gefeiert. Diese Events werden von der Lincoln Wall Orga in Zusammenarbeit mit dem Jugendforum Darmstadt organisiert. Hierbei kommen mehrere hundert Graffiti-Künstler aus ganz Deutschland in der Lincoln-Siedlung zusammen. Die Graffiti der lokalen sowie teils überregionalen und auch internationalen Sprayerszene entstehen hierbei im Siedlungsgebiet.

## Parken
Der Stellplatzschlüssel von Autos wurde auf 0,65 Plätz je Wohneinheit reduziert. Diese Stellplätze werden zum Großteil in vier Sammelgaragen zur Verfügung gestellt. Es stehen wenige wohnungsnahe Stellplätze, bevorzugt für mobilitätseingeschränkte Personen und gemeinschaftlich genutzte Fahrzeuge, zur Verfügung. Für die Autostellplätze gibt es eine zentrale Stellplatzvergabe, die den reduzierten privaten Parkraum nach sozial gerechten Kriterien vergeben soll. Die Autostellplätze werden für zwei- bis dreistellige, monatliche Mietpreise den Mietern begrenzt zur Verfügung gestellt. Bis zum Jahr 2024 konnte allen Anwohnern, die einen Parkplatz mieten wollten, ein Stellplatz zugewiesen werden. Neuere Zahlen liegen derzeit noch nicht vor.
Für Besucher stehen Parkplätze entlang der Quartiersstraßen zur Verfügung, die ebenfalls bewirtschaftet werden.
Das Parken außerhalb der vorgesehenen Flächen ist im gesamten Quartier untersagt. Wo nötig wurden Poller eingesetzt, um zum Beispiel Fuß- und Radwege vor Falschparkern zu schützen und die Feuerwehrzufahrten freizuhalten.

## Kritik

### Parken
Während der Bauphasen führte die gezielte Verknappung der Parkmöglichkeiten zu Streitigkeiten unter den Bewohnern, da aufgrund der fehlenden Alternativen auf bereits vermieteten Flächen illegalerweise geparkt oder Autos eingeparkt werden. Die ursprünglich im Jahre 2016 geschaffenen Parkmöglichkeiten wurden später als Feuerwehreinfahrten gekennzeichnet, sodass die Anwohner auf die entfernteren, neuen Parkplätze ausweichen mussten. 
Im Jahre 2019 wurden dort breitflächig Parkscheinautomaten aufgestellt und diese Parkmöglichkeiten als Besucherparkplätze deklariert. Für Anwohner stehen stattdessen monatlich mietbare Parkplätze in Sammelgaragen zur Verfügung. Durch neu installierten Parkverhinderungsmaßnahmen wie Pfosten oder Steine wurde anschließendes Wildparken bekämpft. Die Bemühungen um eine „Autoarme Siedlung“ sind nicht unumstritten und die Nachfrage nach Parkplätzen ist groß. Stand Sommer 2025 gibt es in den vier Quartiersgaragen weiterhin freie Stellplätze, die von Anwohnern gemietet werden können. 
Um die hohe Auslastung der Besucherparkplätze entlang der Straßen am Wochenende zu managen, wird eine Ausweitung der Bewirtschaftungszeiten auf 6 bis 21 Uhr an allen Wochentagen umgesetzt. Ziel ist es, dass diese Parkplätze nur kurzfristig von Besuchern genutzt werden und Anwohnern in einem der Parkhäuser ihre gemieteten Stellplätze nutzen.